# دریاچه نیتو
دریاچه نیتو (روسی: Нейто) یک دریاچه در ناحیه خودگردان یامالو-ننتس کشور روسیه است.